# Charlie McGettigan
Charlie McGettigan est un chanteur irlandais.

## Biographie
Charlie McGettigan a commencé sa carrière dans les années 1960 en jouant dans les bals et dans les pubs, il est influencé par la scène folk irlandaise. En 1973, il forme le groupe Jargon qui gagne le Letterkenny Folk Festival ce qui permet au groupe d’obtenir un contrat dans une maison de disques. Mais après trois singles, le musicien décide de se lancer dans une carrière solo.
Il travaille alors avec des artistes irlandais comme Maura O Connell, Eleanor Shanley qui enregistrent certaines de ses compositions.
Il gagne le Concours Eurovision de la chanson pour l’Irlande avec Paul Harrington en 1994 avec le titre Rock 'n' Roll Kids. Ils enregistrent un album ensemble Rock n Roll kids –Album puis reprennent tous les deux leur carrière solo.
Charlie McGettingan continue à enregistrer et à faire des tournées en Irlande et dans le reste de l’Europe. Des artistes irlandais comme De Dannan, Mary et Frances Black, Ray Lynam, Daniel O'Donnell, Hal Ketchum, Maura O Connell, Eleanor Shanley reprennent ses chansons. Il a animé ses propres émissions de télévision et de radio pour la RTE et la BBC.
Il fait une apparition dans l’émission Congratulations célébrant les cinquante ans de l’Eurovision en 2005.En novembre de la même année, il part à Nashville travailler sur un album avec le producteur Bil Vorndick.

## Discographie
- Stolen moments - 2006
- Charlie McGettigan - 1990
- Family Matters - 2001
- In your old room - 1998
- Songs of The Night
- Another Side of Charlie McGettigan - 2002 (approx.)
- Rock 'N' Roll Kids - The Album (together with Paul Harrington) - 1994
- The Man From 20 - 2010